# Котяна
Котяна (рум. Coteana) — комуна у повіті Олт в Румунії. До складу комуни входить єдине село Котяна.
Комуна розташована на відстані 130 км на захід від Бухареста, 16 км на південний схід від Слатіни, 51 км на схід від Крайови.

## Населення
За даними перепису населення 2002 року у комуні проживали 3014 осіб.
Національний склад населення комуни:
| Національність | Кількість осіб | Відсоток |
| -------------- | -------------- | -------- |
| румуни         | 2996           | 99,4%    |
| цигани         | 14             | 0,5%     |
| угорці         | 4              | 0,1%     |

Рідною мовою назвали:
| Мова      | Кількість осіб | Відсоток |
| --------- | -------------- | -------- |
| румунська | 3010           | 99,9%    |
| угорська  | 4              | 0,1%     |

Склад населення комуни за віросповіданням:
| Релігія     | Кількість осіб | Відсоток |
| ----------- | -------------- | -------- |
| православні | 3006           | 99,7%    |
| лютерани    | 4              | 0,1%     |
| реформати   | 3              | 0,1%     |
| баптисти    | 1              | < 0,1%   |

## Зовнішні посилання
- Дані про комуну Котяна на сайті Ghidul Primăriilor